# 아말리엔보르성

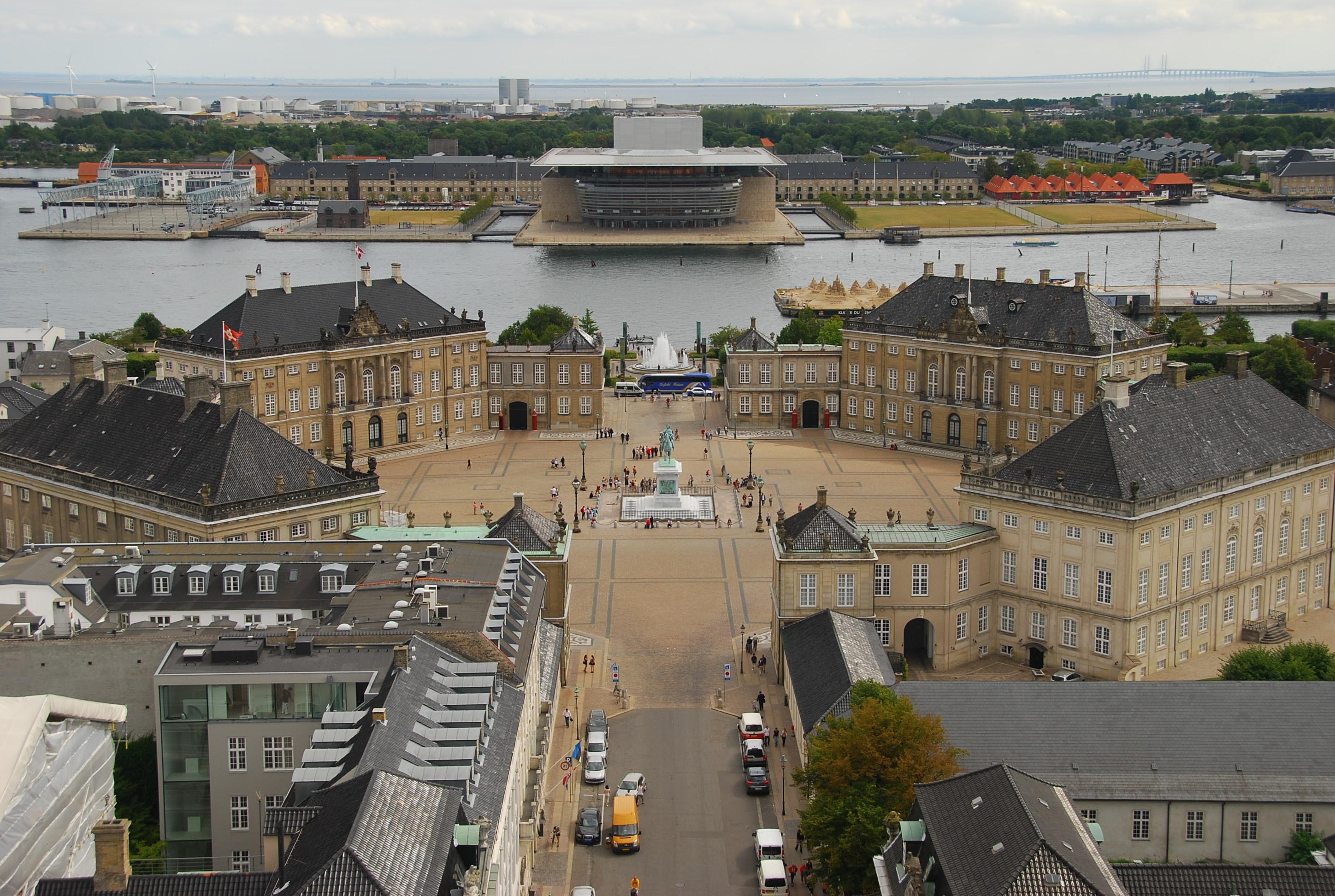
코펜하겐 오페라하우스에서 바라본 성의 전경

아말리엔보르성(덴마크어: Amalienborg Slot)은 덴마크 왕실의 동절기 전용 궁전으로 수도인 코펜하겐에 위치하고 있다. 4개의 주건물과 함께 로코코 양식으로 주를 이룬 내부로 이뤄져 있다. 주변의 8각형 모양을 띤 정원도 빼놓을 수 없는 곳이다. 중심부 광장에는 아말리엔보르크 왕가의 선왕인 프레드릭 5세의 동상이 세워져 있다.
아말리엔보르 성은 원래 네 귀족 가문이 쓰던 별장이었다. 그러나 크리스티안스보르 성이 1794년 2월 26일 불타버리면서 왕가는 이 궁정을 사들이고 이사한다. 4개의 주 건물이 독립적으로 궁전을 이루기 때문에 이후 수많은 왕들이 4개의 건물을 돌아다니면서 머물렀다.

## 아말리엔보르와 프레드릭스타드
아말리엔보르는 프레드릭스타드의 가장 중심이 되는 곳으로서 사실 프레드릭 5세가 1748년 덴마크 왕가의 계승 300주년을 기념하여 별도로 지정한 구역이다. 원래 이 구역은 덴마크의 대사가 추진한 세기의 계획이라고 할 정도였다. 당대에 가장 덕망 높던 정치가와 건축가가 모두 참가하였다.
코펜하겐 시와 덴마크 일대의 국가를 통틀어 가장 아름다운 패션의 거리로 만드는 것이 주목적이었다고 해도 과언이 아니다. 유럽의 독특한 바로크 양식을 거리 전면에 배치하면서 시민들이 방문할 수 있는 최대의 거리로 만들어졌다.

## 네 개의 궁전

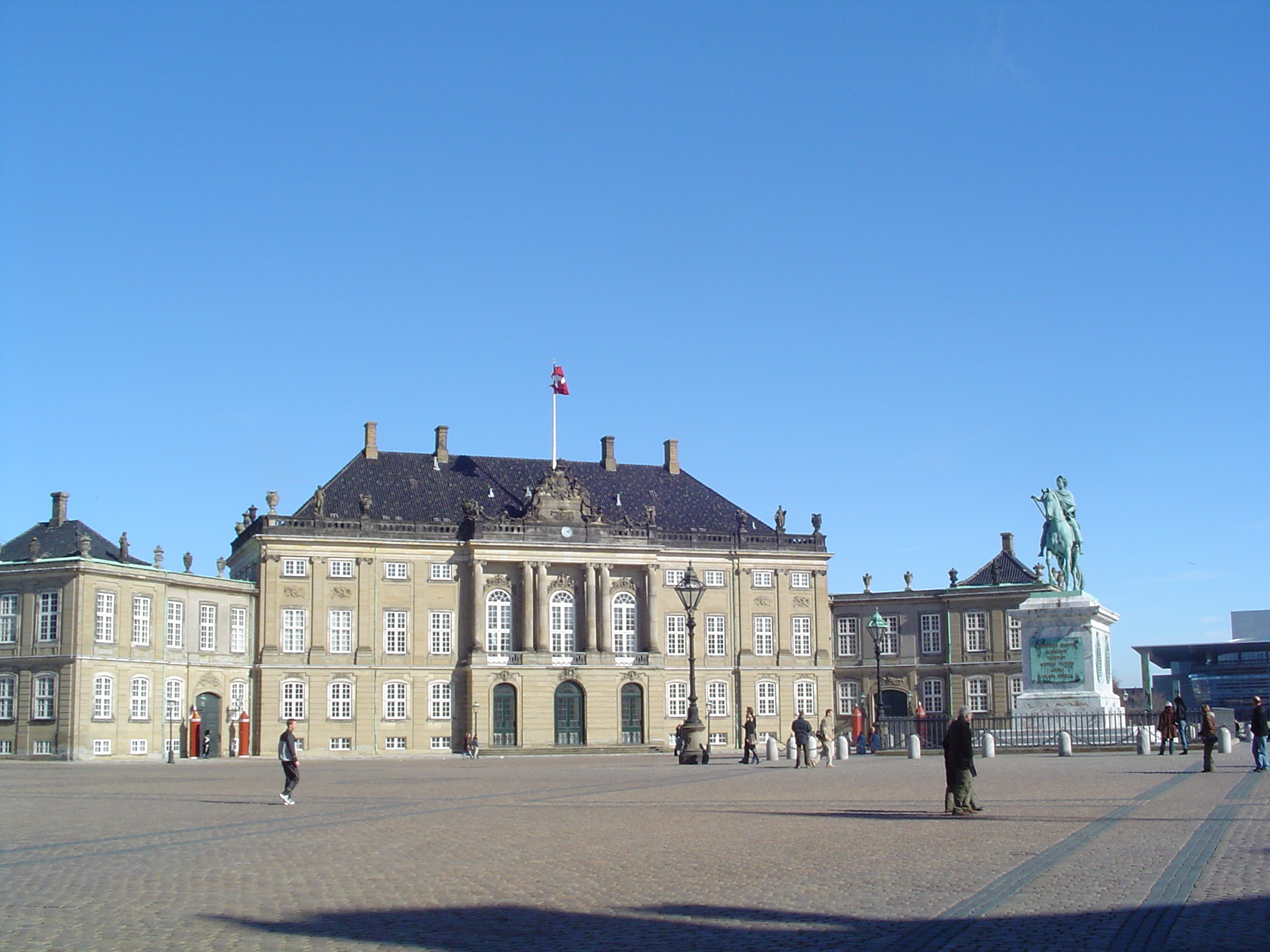
크리스티안 9세의 궁전 모습

원래의 계획에 따르면 아말리엔보르 성은 광장을 중심으로 네 개의 궁이 사방에 위치하고 있다. 바깥에서 보면 쭉 이어진 것처럼 보이지만 안에서 보면 모두 다른 건축양식을 보이고 있다.
각 궁전의 부지는 별다른 비용 없이 왕정에 바쳐진 것이었는데 귀족들은 애초에 건물을 짓고 보수하는 데 어떠한 의무나 세금도 지지 않았다. 단 한 가지 제약은 건축에 있어서 고풍스러움을 갖추는 것과 정해진 시간안에 기본 골격을 완성하는 것뿐이었다.
1750년 서쪽에 있는 궁전 건물의 건축이 시작되었다. 두 궁전은 그 해 모든 공사를 마쳤으며 다른 측면의 궁전도 계속해서 라우트리스 드 트루아가 이어받게 되었다. 모든 궁전의 건축은 10년 뒤인 1760년에야 완공되었다.
4개의 궁전은 다음과 같다.
- 크리스티안 7세의 궁전: 몰케 궁전이라고도 불린다.
- 크리스티안 8세의 궁전: 원래의 이름은 레베차우 궁전(Levetzau's Palace)이다.
- 프레드릭 8세의 궁전: 브록도르프 궁전(Brockdorff's Palace)으로 불린다.
- 크리스티안 9세 궁전: 샤크 궁(Schack's Palace)이라고도 말한다.

화재로 왕실의 원 거처가 소실되면서 머물 궁전이 사실상 필요했던 왕실은 다른 궁전을 찾게되었다. 당시에 브록도프 궁전에는 왕궁 군사학교가 위치하고 있었고 원래의 아말리엔보르 성 일대는 귀족의 소유였다. 그러나 한 귀족이 자신의 계급 상승을 위해 이 곳을 내놓게 되고 이에 따라 몰케 궁전과 스타핵 궁전을 왕실이 소유하게 되었다.
건물의 주랑은 왕궁 건축가이던 카스파르 프레드릭 한스돌프가 맡았으며 현재의 왕이 쓰는 궁전과 이어지도록 하는 공사가 1794, 95년에 이뤄졌다. 이 공사는 왕의 궁전인 몰케 궁전과 왕자의 궁인 스타핵 궁을 함께 잇는 것이었다.
현재 크리스티안7세와 8세의 궁전만이 대중에 공개되어 있다.

## 정원

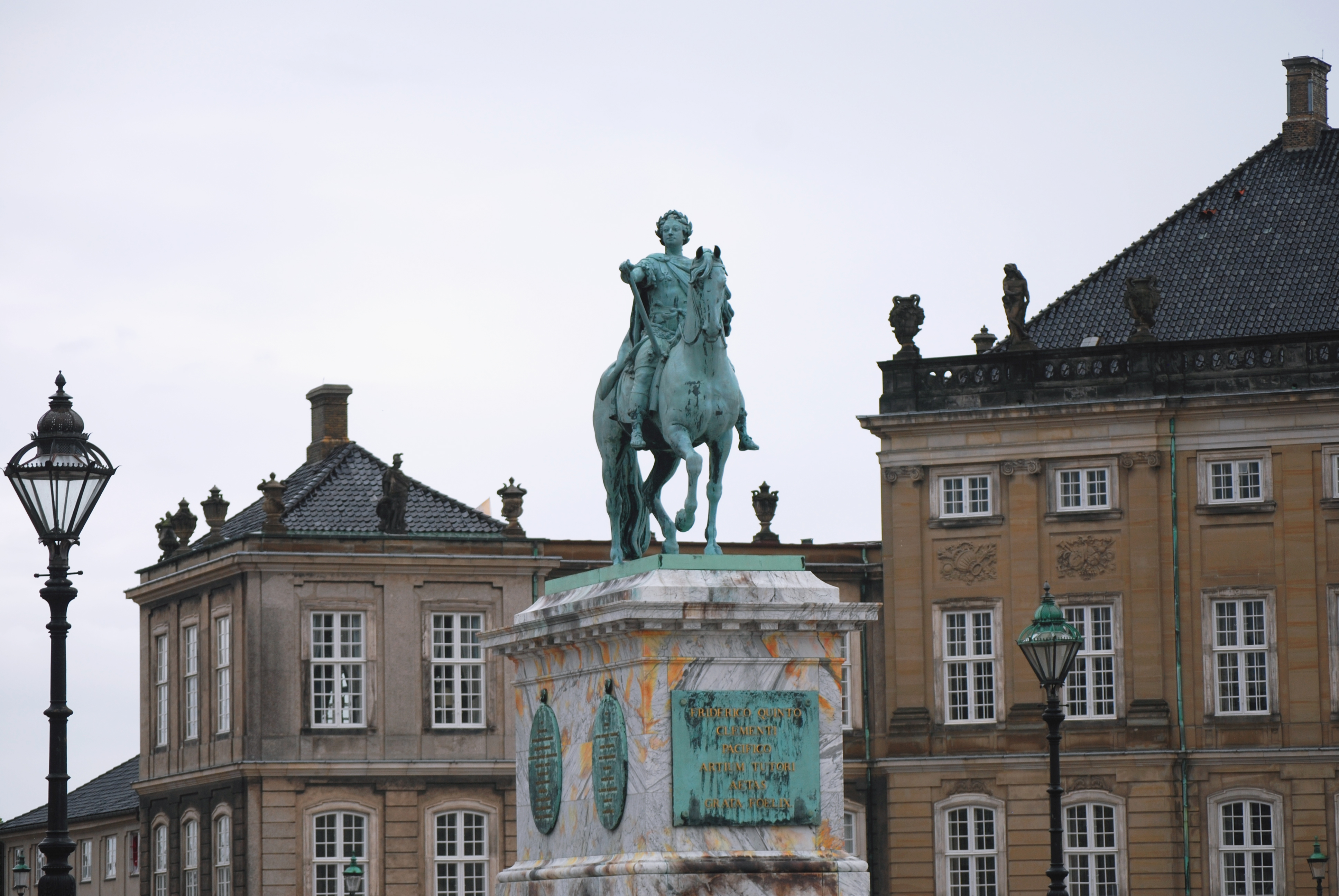
자크 프랑수아 조제프 살리의 프레데리크 5세 동상 아말리엔보르 궁전 광장의 중심에 있다.

아말리엔보르 성의 정원은 은 1983년 세워졌으며 코펜하겐에서는 가장 현대적인 정원에 해당한다. 궁전과 항구를 사이에 두고 만들어져 있어 정원은 아름다운 경치를 한껏 더하는 역할을 한다.
정원의 건축은 코펜하겐 시민들에게 주는 선물과도 같았으며 이는 아놀드 피터 뮐러& 채스틴 맥크니 뮐러 재단(A.P. Møller and Chastine McKinney Møller Foundation)이 계획한 프로젝트였다. 크게 상하부로 이루어진 정원은 벨기에의 건축가인 진 델로근이 맡았다. 화강암으로 된 조각품과 중앙의 분수대가 잘 어우러져 있다.